# Міст Жуселіну Кубічека
Міст Жуселіну Кубічека (порт. Ponte Juscelino Kubitschek) — міст у бразильській столиці Бразиліа. Він складається зі сталі і бетону і перетинає озеро Параноа.
Міст був відкритий 15 грудня 2002 року. Повна довжина склала 1200 м, а ширина — 24 м. Назвали міст на честь Жуселіну Кубічека, 24-го президента Бразилії, який в кінці 1950-х вирішив побудувати місто Бразиліа — нову столицю країни. Остаточна вартість моста склала $ 56,8 млн і крім автомобілів, для яких в кожну сторону організовано трьохсмуговими рух, по мосту можуть пересуватися також пішоходи і велосипедисти — по півтораметровим доріжках з обох боків мосту
Міст розробили архітектор Александре Чан та інженер Маріо Віла Верде. У 2003 році Чан отримав за цей проект медаль Густава Лінденталя. Крім нього цю медаль отримав тільки архітектор віадук Мілло — найвищого моста на планеті.
Міст стоїть на чотирьох пілонах, вкопаних в дно озера Параноа, а зверху дорожнє полотно підтримують три величезних дуги, що перетинають міст. У висоту кожна дуга досягає 61 м — від них до мосту протягнуті сталеві троси. Кожна арка підтримує 240-метрову ділянку моста.
|                 |
| міст у сутінках |

|            |
| міст вночі |

|                   |
| вид на міст згори |

|  |
|  |

|                                     |
| під'їзд до мосту зі східного берега |

|  |
|  |